# توماس لوپز
توماس لوپز (انگلیسی: Tomás López؛ زادهٔ ۲۷ ژوئن ۱۹۹۷) بازیکن فوتبال اهل آرژانتین است.